# Onciale 094
L'Onciale 094 (numerazione Gregory-Aland; "ε 016" nella numerazione Soden), è un codice manoscritto onciale del Nuovo Testamento, in lingua greca, datato paleograficamente al VI secolo.

## Descrizione
Il codice è composto da uno spesso foglio di pergamena di 300 per 240 mm, contenenti brani il testo del Vangelo secondo Matteo (24,9-21). Il testo è su due colonne per pagina e 20 linee per colonna.
Si tratta di un palinsesto, il testo fu cancellato nel X secolo.

### Critica testuale
Il testo del codice è rappresentativo del tipo testuale alessandrino. Kurt Aland lo ha collocato nella Categoria II.

## Storia
Il codice è conservato alla Biblioteca nazionale greca (Or. 2106) a Atene.